# C. Donald Bateman

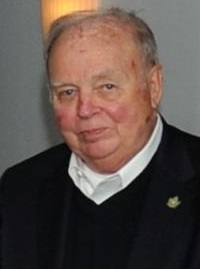
C. Donald Bateman, 2012

Charles Donald „Don“ Bateman (* 8. März 1932 in Saskatoon, Saskatchewan, Kanada; † 21. Mai 2023 in Bellevue, Washington, Vereinigte Staaten) war ein kanadisch-US-amerikanischer Ingenieur, Erfinder des Ground Proximity Warning System (GPWS).
Bateman studierte Elektrotechnik an der University of Saskatchewan, ging dann zu Sundstrand in Illinois und danach (ab 1960) zu Honeywell International, wo er Chefingenieur für Flugsicherheit wurde und Ende der 1960er Jahre GPWS entwickelte, das bei Honeywell laufend verbessert wurde (Enhanced Ground Proximity Warning System, EGPWS ab 1996 u. a.). Das System wurde ab 1974 von der Federal Aviation Administration (FAA) für größere Flugzeuge vorgeschrieben, was die Unfallursache des Controlled flight into terrain (CFIT) stark reduzierte.
Weitere Erfindungen betrafen z. B. Warnsysteme für Abfall des Kabinendrucks, Scherwinde und Stall, Autopiloten-Technik und Head-up-Displays.
Er wurde in die National Inventors Hall of Fame aufgenommen und 2010 erhielt er die National Medal of Technology. Er hielt rund 40 US-Patente und 80 Patente außerhalb der Vereinigten Staaten.